# La Verneda i la Pau
La Verneda este un cartier din districtul 10, Sant Martí, al orasului Barcelona.